# Diores recurvatus
Diores recurvatus är en spindelart som beskrevs av Rudy Jocqué 1990. Diores recurvatus ingår i släktet Diores och familjen Zodariidae. Inga underarter finns listade i Catalogue of Life.